# Густав Генрікссон
Густав Ніклас Генрікссон (швед. Gustav Niklas Henriksson, нар. 3 лютого 1998, Греббестад, Швеція) — шведський футболіст, захисник клубу «Ельфсборг».

## Ігрова кар'єра

### Клубна
Густав Генрікссон починав футбольну кар'єру у клубі Дивізіону 2 «Греббестад» зі свого рідного міста. З 2012 по 2014 роки захисник виступав за основу команди. Після чого приєднався до клубу Аллсвенскан «Ельфсборг», де починав грати у молодіжній команді. У 2018 році Генрікссон був переведений до першої команди і 26 вересня дебютував у турнірі Аллсвенскан.
У лютому 2021 року футболіст перейшов до складу австрійського клубу «Вольфсбергер». Разом з австрійською командою Генрікссон дебютував у матчах Ліги Європи. Але провів у чемпіонаті лише 12 поєдинків і через рік повернувся  до Швеції, де підписав чотирирічний контракт з «Ельфсборгом».

### Збірна
У 2020 роц Густав Генрікссон провів 4 матчі у складі молодіжної збірної Швеції.